# Abierto de Australia 2024
El Abierto de Australia 2024 fue un torneo de tenis que se celebró del 13 al 28 de enero de 2024 en las pistas de superficie dura del Melbourne Park, situado en Melbourne, Victoria, Australia, con las preliminares que se jugaron del 8 al 11 de enero. Fue la edición n.º 112 del torneo, la edición n.º 56 de la era abierta, y el primer Grand Slam de 2024.

## Torneo
El torneo, como es tradición,  fue dirigido por la Federación Internacional de Tenis (ITF) y es parte del calendario 2024 del ATP Tour 2024 y de la WTA Tour 2024 bajo la categoría de Grand Slam. Consiste en dos cuadros de las modalidades 'individuales' y 'dobles' tanto para hombres como para mujeres; y un evento de dobles mixtos; también cuadros de individuales y dobles para jugadores Junior (jóvenes no profesionales menores de 18); y competiciones de tenis adaptado, en categoría femenino y masculino, de individuales y dobles. 
Los campeones defensores de la modalidad Individuales masculina y femenina son Novak Djokovic y Aryna Sabalenka respectivamente. es la primera vez que el torneo inicie un domingo y no como habitual es el lunes.

## Cambios de formato
El torneo a diferencia de la edición anterior, contó con muchos cambios (en gran medida de forma drástica):
- Los partidos de primera ronda fueron de 3 días en lugar de dos.
- Las sesiones diurnas de las pistas centrales, Rod Laver Arena y Margaret Court Arena, contarón con un mínimo de dos partidos, en lugar de tres para evitar que partidos se alarguen hasta en horario de madrugada, tal como la vivida con el partido entre el británico Andy Murray y el local Thanasi Kokkinakis, cuando terminó el partido a las 04:05 hora local.[7]
- El horario del John Cain Arena también se mantuvo igual.
- Finalmente, destacar también que el número de sesiones de juego para el evento se  incremento de 47 a 52 con el día extra de competición.

## Puntos

### Distribución de puntos

#### Séniors
| Evento               | G    | F    | SF  | CF  | R16 | R32 | R64 | R128 | C  | C3 | C2 | C1 |
| Individual masculino | 2000 | 1300 | 800 | 400 | 200 | 100 | 50  | 10   | 30 | 16 | 8  | 0  |
| Dobles masculino     | 2000 | 1200 | 720 | 360 | 180 | 90  | 45  | 0    | —  | —  | —  | —  |
| Individual femenino  | 2000 | 1300 | 780 | 430 | 240 | 130 | 70  | 10   | 40 | 30 | 20 | 2  |
| Dobles femenino      | 2000 | 1300 | 780 | 430 | 240 | 130 | 10  | —    | —  | —  | —  | —  |

| Evento           | G    | F    | SF   | CF   |
| Individual       | 1800 | 1500 | 1375 | 1100 |
| Dobles           | 1800 | 1500 | 1100 | —    |
| Quad* Individual | 1800 | 1500 | 1100 | —    |
| Quad* Dobles     | 1800 | 1100 | —    | —    |

| Evento               | G   | F   | SF  | CF  | R16 | R32 | C  | C3 |
| Individual masculino | 382 | 129 | 180 | 120 | 75  | 30  | 25 | 20 |
| Individual femenino  | 382 | 129 | 180 | 120 | 75  | 30  | 25 | 20 |
| Dobles masculino     | 570 | 380 | 220 | 175 | 95  | —   | —  | —  |
| Dobles femenino      | 570 | 380 | 220 | 175 | 95  | —   | —  | —  |

## Sumario

### Día 1 (14 de enero)
- Cabezas de serie eliminados:
  - Individual femenino:  Liudmila Samsonova [13],  Magda Linette [20],  Xinyu Wang [30]
- Orden de juego

| Partidos en los estadios principales                 | Partidos en los estadios principales | Partidos en los estadios principales | Partidos en los estadios principales |
| Partidos en la Rod Laver Arena                       | Partidos en la Rod Laver Arena       | Partidos en la Rod Laver Arena       | Partidos en la Rod Laver Arena       |
| Modalidad                                            | Ganadores                            | Perdedores                           | Resultado                            |
| ---------------------------------------------------- | ------------------------------------ | ------------------------------------ | ------------------------------------ |
| Individual masculino - Primera ronda                 | Jannik Sinner [4]                    | Botic van de Zandschulp              | 6-4, 7-5, 6-3                        |
| Individual femenino - Primera ronda                  | María Sákkari [8]                    | Nao Hibino                           | 6-4, 6-1                             |
| Individual masculino - Primera ronda                 | Novak Djokovic [1]                   | Dino Prižmić [Q]                     | 6-2, 6-7(5-7), 6-3, 6-4              |
| Individual femenino - Primera ronda                  | Aryna Sabalenka [2]                  | Ella Seidel [Q]                      | 6-0, 6-1                             |
| Partidos en la Margaret Court Arena                  |                                      |                                      |                                      |
| Modalidad                                            | Ganadores                            | Perdedores                           | Resultado                            |
| Individual femenino - Primera ronda                  | Barbora Krejčíková [9]               | Mai Hontama [WC]                     | 2-6, 6-4, 6-3                        |
| Individual masculino - Primera ronda                 | Andrey Rublev [5]                    | Thiago Seyboth Wild                  | 7-5, 6-4, 3-6, 4-6, 7-6(10-6)        |
| Individual femenino - Primera ronda                  | Caroline Wozniacki [WC]              | Magda Linette [20]                   | 6-2, 2-0, ret.                       |
| Individual masculino - Primera ronda                 | Frances Tiafoe [17]                  | Borna Ćorić                          | 6-3, 7-6(9-7), 2-6, 6-3              |
| Partidos en la John Cain Arena                       |                                      |                                      |                                      |
| Modalidad                                            | Ganadores                            | Perdedores                           | Resultado                            |
| Individual femenino - Primera ronda                  | Leylah Fernandez [32]                | Sara Bejlek [Q]                      | 7-6(7-5), 6-2                        |
| Individual masculino - Primera ronda                 | Francisco Cerúndolo [22]             | Dane Sweeny [Q]                      | 3-6, 6-3, 6-4, 2-6, 6-2              |
| Individual masculino - Primera ronda                 | Taylor Fritz [12]                    | Facundo Díaz Acosta                  | 4-6, 6-3, 3-6, 6-2, 6-4              |
| Fondo de color indica un partido de la rama femenina |                                      |                                      |                                      |

### Día 2 (15 de enero)
- Cabezas de serie eliminados:
  - Individual masculino:  Nicolás Jarry [18]
  - Individual femenino:  Markéta Vondroušová [7],  Veronika Kudermetova [15],  Ekaterina Alexandrova [17],  Donna Vekić [21],  Anastasia Potapova [23],  Anhelina Kalinina [24],  Marie Bouzková [31]
- Orden de juego

| Partidos en los estadios principales                 | Partidos en los estadios principales | Partidos en los estadios principales | Partidos en los estadios principales |
| Partidos en la Rod Laver Arena                       | Partidos en la Rod Laver Arena       | Partidos en la Rod Laver Arena       | Partidos en la Rod Laver Arena       |
| Modalidad                                            | Ganadores                            | Perdedores                           | Resultado                            |
| ---------------------------------------------------- | ------------------------------------ | ------------------------------------ | ------------------------------------ |
| Individual femenino - Primera ronda                  | Cori Gauff [4]                       | Anna Schmiedlová                     | 6-3, 6-0                             |
| Individual masculino - Primera ronda                 | Stefanos Tsitsipas [7]               | Zizou Bergs [LL]                     | 5-7, 6-1, 6-1, 6-3                   |
| Individual masculino - Primera ronda                 | Álex de Miñaur [10]                  | Milos Raonic [PR]                    | 6-7(6-8), 6-3, 2-0, ret.             |
| Individual femenino - Primera ronda                  | Caroline Garcia [16]                 | Naomi Osaka [PR]                     | 6-4, 7-6(7-2)                        |
| Partidos en la Margaret Court Arena                  |                                      |                                      |                                      |
| Modalidad                                            | Ganadores                            | Perdedores                           | Resultado                            |
| Individual masculino - Primera ronda                 | Daniil Medvédev [3]                  | Térence Atmane [Q]                   | 5-7, 6-2, 6-4, 1-0, ret.             |
| Individual femenino - Primera ronda                  | Anastasia Pavlyuchenkova             | Donna Vekić [21]                     | 6-4, 6-4                             |
| Individual femenino - Primera ronda                  | Ons Jabeur [6]                       | Yuliia Starodubtsewa [Q]             | 6-3, 6-1                             |
| Individual masculino - Primera ronda                 | Félix Auger-Aliassime [27]           | Dominic Thiem                        | 6-3, 7-5, 6-7(5-7), 5-7, 6-3         |
| Partidos en la John Cain Arena                       |                                      |                                      |                                      |
| Modalidad                                            | Ganadores                            | Perdedores                           | Resultado                            |
| Individual femenino - Primera ronda                  | Dayana Yastremska [Q]                | Markéta Vondroušová [7]              | 6-1, 6-2                             |
| Individual masculino - Primera ronda                 | Alexei Popyrin                       | Marc Polmans [WC]                    | 6-3, 7-6(7-3), 6-2                   |
| Individual femenino - Primera ronda                  | Magdalena Fręch                      | Daria Saville [WC]                   | 6-7(5-7), 6-3, 7-5                   |
| Individual masculino - Primera ronda                 | Hubert Hurkacz [9]                   | Omar Jasika [Q]                      | 7-6(7-4), 6-4, 6-2                   |
| Fondo de color indica un partido de la rama femenina |                                      |                                      |                                      |

### Día 3 (16 de enero)
- Cabezas de serie eliminados:
  - Individual masculino:  Aleksandr Búblik [31]
  - Individual femenino:  Sorana Cîrstea [22],  Lin Zhu [29]
  - Dobles masculino:  Sander Gillé /  Joran Vliegen [15]
  - Dobles femenino:  Miyu Kato /  Aldila Sutjiadi [13],  Bethanie Mattek-Sands /  Xinyu Wang [14]
- Orden de juego

| Partidos en los estadios principales                 | Partidos en los estadios principales | Partidos en los estadios principales | Partidos en los estadios principales    |
| Partidos en la Rod Laver Arena                       | Partidos en la Rod Laver Arena       | Partidos en la Rod Laver Arena       | Partidos en la Rod Laver Arena          |
| Modalidad                                            | Ganadores                            | Perdedores                           | Resultado                               |
| ---------------------------------------------------- | ------------------------------------ | ------------------------------------ | --------------------------------------- |
| Individual femenino - Primera ronda                  | Iga Świątek [1]                      | Sofia Kenin                          | 7-6(7-2), 6-2                           |
| Individual masculino - Primera ronda                 | Holger Rune [8]                      | Yoshihito Nishioka                   | 6-2, 4-6, 7-6(7-3), 6-4                 |
| Individual femenino - Primera ronda                  | Elena Rybakina [3]                   | Karolína Plíšková                    | 7-6(8-6), 6-4                           |
| Individual masculino - Primera ronda                 | Carlos Alcaraz [2]                   | Richard Gasquet                      | 7-6(7-5), 6-1, 6-2                      |
| Partidos en la Margaret Court Arena                  |                                      |                                      |                                         |
| Modalidad                                            | Ganadores                            | Perdedores                           | Resultado                               |
| Individual masculino - Primera ronda                 | Casper Ruud [11]                     | Albert Ramos                         | 6-1, 6-3, 6-1                           |
| Individual femenino - Primera ronda                  | Victoria Azarenka [18]               | Camila Giorgi                        | 6-1, 4-6, 6-3                           |
| Individual masculino - Primera ronda                 | Alexander Zverev [6]                 | Dominik Koepfer                      | 4-6, 6-3, 7-6(7-3), 6-3                 |
| Individual femenino - Primera ronda                  | Jessica Pegula [5]                   | Rebecca Marino [Q]                   | 6-2, 6-4                                |
| Partidos en la John Cain Arena                       |                                      |                                      |                                         |
| Modalidad                                            | Ganadores                            | Perdedores                           | Resultado                               |
| Individual femenino - Primera ronda                  | Sloane Stephens                      | Olivia Gadecki [WC]                  | 6-3, 6-1                                |
| Individual masculino - Primera ronda                 | Grigor Dimitrov [13]                 | Márton Fucsovics                     | 4-6, 6-3, 7-6(7-1), 6-2                 |
| Individual masculino - Primera ronda                 | Thanasi Kokkinakis                   | Sebastian Ofner                      | 7-6(7-1), 2-6, 6-7(4-7), 6-1, 7-6(10-8) |
| Individual femenino - Primera ronda                  | Ajla Tomljanović [PR]                | Petra Martić                         | 7-6(7-3), 4-6, 6-4                      |
| Fondo de color indica un partido de la rama femenina |                                      |                                      |                                         |

### Día 4 (17 de enero)
- Cabezas de serie eliminados:
  - Individual masculino:  Frances Tiafoe [17],  Francisco Cerúndolo [22],  Lorenzo Musetti [25]
  - Individual femenino:  Ons Jabeur [6],  María Sákkari [8],  Caroline Garcia [16],  Elise Mertens [25],  Leylah Fernandez [32]
  - Dobles femenino:  Ingrid Martins /  Monica Niculescu [15]
- Orden de juego

| Partidos en los estadios principales                 | Partidos en los estadios principales | Partidos en los estadios principales | Partidos en los estadios principales |
| Partidos en la Rod Laver Arena                       | Partidos en la Rod Laver Arena       | Partidos en la Rod Laver Arena       | Partidos en la Rod Laver Arena       |
| Modalidad                                            | Ganadores                            | Perdedores                           | Resultado                            |
| ---------------------------------------------------- | ------------------------------------ | ------------------------------------ | ------------------------------------ |
| Individual femenino - Segunda ronda                  | Mirra Andreeva                       | Ons Jabeur [6]                       | 6-0, 6-2                             |
| Individual masculino - Segunda ronda                 | Álex de Miñaur [10]                  | Matteo Arnaldi                       | 6-3, 6-0, 6-3                        |
| Individual femenino - Segunda ronda                  | Aryna Sabalenka [2]                  | Brenda Fruhvirtová [Q]               | 6-1, 6-2                             |
| Individual masculino - Segunda ronda                 | Novak Djokovic [1]                   | Alexei Popyrin                       | 6-3, 4-6, 7-6(7-4), 6-3              |
| Partidos en la Margaret Court Arena                  |                                      |                                      |                                      |
| Modalidad                                            | Ganadores                            | Perdedores                           | Resultado                            |
| Individual masculino - Segunda ronda                 | Jannik Sinner [4]                    | Jesper de Jong [Q]                   | 6-2, 6-2, 6-2                        |
| Individual femenino - Segunda ronda                  | Cori Gauff [4]                       | Caroline Dolehide                    | 7-6(7-2), 6-2                        |
| Individual masculino - Segunda ronda                 | Stefanos Tsitsipas [7]               | Jordan Thompson                      | 4-6, 7-6(8-6), 6-2, 7-6(7-4)         |
| Individual femenino - Segunda ronda                  | Elina Avanesian                      | María Sákkari [8]                    | 6-4, 6-4                             |
| Partidos en la John Cain Arena                       |                                      |                                      |                                      |
| Modalidad                                            | Ganadores                            | Perdedores                           | Resultado                            |
| Individual femenino - Segunda ronda                  | Maria Timofeeva [Q]                  | Caroline Wozniacki [WC]              | 1-6, 6-4, 6-1                        |
| Individual femenino - Segunda ronda                  | Storm Hunter [Q]                     | Laura Siegemund                      | 6-4, 3-6, 6-3                        |
| Individual masculino - Segunda ronda                 | Ben Shelton [16]                     | Christopher O'Connell                | 6-4, 6-1, 3-6, 7-6(7-5)              |
| Individual masculino - Segunda ronda                 | Andrey Rublev [5]                    | Christopher Eubanks                  | 6-4, 6-4, 6-4                        |
| Fondo de color indica un partido de la rama femenina |                                      |                                      |                                      |

### Día 5 (18 de enero)
- Cabezas de serie eliminados:
  - Individual masculino:  Holger Rune [8],  Alejandro Davidovich [23],  Jan-Lennard Struff [24],  Jiří Lehečka [32]
  - Individual femenino:  Elena Rybakina [3],  Jessica Pegula [5],  Daria Kasatkina [14]
  - Dobles femenino:  Nicole Melichar /  Ellen Perez [7],  Marie Bouzková /  Sara Sorribes [12]
- Orden de juego

| Partidos en los estadios principales                 | Partidos en los estadios principales | Partidos en los estadios principales | Partidos en los estadios principales |
| Partidos en la Rod Laver Arena                       | Partidos en la Rod Laver Arena       | Partidos en la Rod Laver Arena       | Partidos en la Rod Laver Arena       |
| Modalidad                                            | Ganadores                            | Perdedores                           | Resultado                            |
| ---------------------------------------------------- | ------------------------------------ | ------------------------------------ | ------------------------------------ |
| Individual femenino - Segunda ronda                  | Iga Świątek [1]                      | Danielle Collins                     | 6-4, 3-6, 6-4                        |
| Individual masculino - Segunda ronda                 | Carlos Alcaraz [2]                   | Lorenzo Sonego                       | 6-4, 6-7(3-7), 6-3, 7-6(7-3)         |
| Individual femenino - Segunda ronda                  | Anna Blinkova                        | Elena Rybakina [3]                   | 6-4, 4-6, 7-6(22-20)                 |
| Individual masculino - Segunda ronda                 | Daniil Medvédev [3]                  | Emil Ruusuvuori                      | 3-6, 6-7(1-7), 6-4, 7-6(7-1), 6-0    |
| Partidos en la Margaret Court Arena                  |                                      |                                      |                                      |
| Modalidad                                            | Ganadores                            | Perdedores                           | Resultado                            |
| Individual masculino - Segunda ronda                 | Casper Ruud [11]                     | Max Purcell                          | 6-3, 6-7(5-7), 6-3, 3-6, 7-6(10-7)   |
| Individual femenino - Segunda ronda                  | Clara Burel                          | Jessica Pegula [5]                   | 6-4, 6-2                             |
| Individual masculino - Segunda ronda                 | Arthur Cazaux [WC]                   | Holger Rune [8]                      | 7-6(7-4), 6-4, 4-6, 6-3              |
| Individual femenino - Segunda ronda                  | Victoria Azarenka [18]               | Clara Tauson                         | 6-4, 3-6, 6-2                        |
| Partidos en la John Cain Arena                       |                                      |                                      |                                      |
| Modalidad                                            | Ganadores                            | Perdedores                           | Resultado                            |
| Individual masculino - Segunda ronda                 | Alexander Zverev [6]                 | Lukáš Klein [Q]                      | 7-5, 3-6, 4-6, 7-6(7-5), 7-6(10-7)   |
| Individual femenino - Segunda ronda                  | Sloane Stephens                      | Daria Kasatkina [14]                 | 4-6, 6-3, 6-3                        |
| Individual masculino - Segunda ronda                 | Grigor Dimitrov [13]                 | Thanasi Kokkinakis                   | 6-3, 6-2, 4-6, 6-4                   |
| Individual femenino - Segunda ronda                  | Jeļena Ostapenko [11]                | Ajla Tomljanović [PR]                | 6-0, 3-6, 6-4                        |
| Fondo de color indica un partido de la rama femenina |                                      |                                      |                                      |

### Día 6 (19 de enero)
- Cabezas de serie eliminados:
  - Individual masculino:  Sebastián Báez [26],  Sebastian Korda [29],  Tomás Martín Etcheverry [30]
  - Individual femenino:  Beatriz Haddad Maia [10],  Lesia Tsurenko [28]
  - Dobles masculino:  Ivan Dodig /  Austin Krajicek [1],  Jamie Murray /  Michael Venus [9],  Nicolas Mahut /  Édouard Roger-Vasselin [13]
  - Dobles femenino:  Hao-ching Chan /  Giuliana Olmos [10]
- Orden de juego

| Partidos en los estadios principales                 | Partidos en los estadios principales | Partidos en los estadios principales | Partidos en los estadios principales |
| Partidos en la Rod Laver Arena                       | Partidos en la Rod Laver Arena       | Partidos en la Rod Laver Arena       | Partidos en la Rod Laver Arena       |
| Modalidad                                            | Ganadores                            | Perdedores                           | Resultado                            |
| ---------------------------------------------------- | ------------------------------------ | ------------------------------------ | ------------------------------------ |
| Individual femenino - Tercera ronda                  | Aryna Sabalenka [2]                  | Lesia Tsurenko [28]                  | 6-0, 6-0                             |
| Individual masculino - Tercera ronda                 | Stefanos Tsitsipas [7]               | Luca Van Assche                      | 6-3, 6-0, 6-4                        |
| Individual masculino - Tercera ronda                 | Novak Djokovic [1]                   | Tomás Martín Etcheverry [30]         | 6-3, 6-3, 7-6(7-2)                   |
| Individual femenino - Tercera ronda                  | Barbora Krejčíková [9]               | Storm Hunter [Q]                     | 4-6, 7-5, 6-3                        |
| Partidos en la Margaret Court Arena                  |                                      |                                      |                                      |
| Modalidad                                            | Ganadores                            | Perdedores                           | Resultado                            |
| Individual masculino - Tercera ronda                 | Jannik Sinner [4]                    | Sebastián Báez [26]                  | 6-0, 6-1, 6-3                        |
| Individual femenino - Tercera ronda                  | Cori Gauff [4]                       | Alycia Parks                         | 6-0, 6-2                             |
| Individual femenino - Tercera ronda                  | Maria Timofeeva [Q]                  | Beatriz Haddad Maia [10]             | 7-6(9-7), 6-3                        |
| Individual masculino - Tercera ronda                 | Andrey Rublev [5]                    | Sebastian Korda [29]                 | 6-2, 7-6(8-6), 6-4                   |
| Partidos en la John Cain Arena                       |                                      |                                      |                                      |
| Modalidad                                            | Ganadores                            | Perdedores                           | Resultado                            |
| Individual femenino - Tercera ronda                  | Amanda Anisimova [PR]                | Paula Badosa                         | 7-5, 6-4                             |
| Individual masculino - Tercera ronda                 | Taylor Fritz [12]                    | Fábián Marozsán                      | 3-6, 6-4, 6-2, 6-2                   |
| Individual masculino - Tercera ronda                 | Álex de Miñaur [10]                  | Flavio Cobolli [Q]                   | 6-3, 6-3, 6-1                        |
| Fondo de color indica un partido de la rama femenina |                                      |                                      |                                      |

### Día 7 (20 de enero)
- Cabezas de serie eliminados:
  - Individual masculino:  Casper Ruud [11],  Grigor Dimitrov [13],  Tommy Paul [14],  Ugo Humbert [21],  Félix Auger-Aliassime [27],  Tallon Griekspoor [28]
  - Individual femenino:  Iga Świątek [1],  Jeļena Ostapenko [11],  Emma Navarro [27]
  - Dobles masculino:  Rinky Hijikata /  Jason Kubler [16]
  - Dobles femenino:  Eri Hozumi /  Makoto Ninomiya [16]
  - Dobles mixto:  Hao-ching Chan /  Santiago González [4]
- Orden de juego

| Partidos en los estadios principales                 | Partidos en los estadios principales | Partidos en los estadios principales | Partidos en los estadios principales |
| Partidos en la Rod Laver Arena                       | Partidos en la Rod Laver Arena       | Partidos en la Rod Laver Arena       | Partidos en la Rod Laver Arena       |
| Modalidad                                            | Ganadores                            | Perdedores                           | Resultado                            |
| ---------------------------------------------------- | ------------------------------------ | ------------------------------------ | ------------------------------------ |
| Individual femenino - Tercera ronda                  | Qinwen Zheng [12]                    | Yafan Wang                           | 6-4, 2-6, 7-6(10-8)                  |
| Individual masculino - Tercera ronda                 | Carlos Alcaraz [2]                   | Juncheng Shang [WC]                  | 6-1, 6-1, 1-0, ret.                  |
| Individual femenino - Tercera ronda                  | Linda Nosková                        | Iga Świątek [1]                      | 3-6, 6-3, 6-4                        |
| Individual masculino - Tercera ronda                 | Alexander Zverev [6]                 | Alex Michelsen                       | 6-2, 7-6(7-4), 6-2                   |
| Partidos en la Margaret Court Arena                  |                                      |                                      |                                      |
| Modalidad                                            | Ganadores                            | Perdedores                           | Resultado                            |
| Individual masculino - Tercera ronda                 | Miomir Kecmanović                    | Tommy Paul [14]                      | 6-4, 3-6, 2-6, 7-6(9-7), 6-0         |
| Individual femenino - Tercera ronda                  | Victoria Azarenka [18]               | Jeļena Ostapenko [11]                | 6-1, 7-5                             |
| Individual masculino - Tercera ronda                 | Daniil Medvédev [3]                  | Félix Auger-Aliassime [27]           | 6-3, 6-4, 6-3                        |
| Individual femenino - Tercera ronda                  | Elina Svitolina [19]                 | Viktorija Golubic                    | 6-2, 6-3                             |
| Partidos en la John Cain Arena                       |                                      |                                      |                                      |
| Modalidad                                            | Ganadores                            | Perdedores                           | Resultado                            |
| Individual femenino - Tercera ronda                  | Dayana Yastremska [Q]                | Emma Navarro [27]                    | 6-2, 2-6, 6-1                        |
| Individual masculino - Tercera ronda                 | Hubert Hurkacz [9]                   | Ugo Humbert [21]                     | 3-6, 6-1, 7-6(7-4), 6-3              |
| Individual masculino - Tercera ronda                 | Cameron Norrie [19]                  | Casper Ruud [11]                     | 6-4, 6-7(7-9), 6-4, 6-3              |
| Fondo de color indica un partido de la rama femenina |                                      |                                      |                                      |

### Día 8 (21 de enero)
- Cabezas de serie eliminados:
  - Individual masculino:  Stefanos Tsitsipas [7],  Álex de Miñaur [10],  Karen Khachanov [15],  Adrian Mannarino [20]
  - Dobles masculino:  Rajeev Ram /  Joe Salisbury [3],  Marcelo Arévalo /  Mate Pavić [10],  Nathaniel Lammons /  Jackson Withrow [12]
- Orden de juego

| Partidos en los estadios principales                 | Partidos en los estadios principales      | Partidos en los estadios principales              | Partidos en los estadios principales |
| Partidos en la Rod Laver Arena                       | Partidos en la Rod Laver Arena            | Partidos en la Rod Laver Arena                    | Partidos en la Rod Laver Arena       |
| Modalidad                                            | Ganadores                                 | Perdedores                                        | Resultado                            |
| ---------------------------------------------------- | ----------------------------------------- | ------------------------------------------------- | ------------------------------------ |
| Individual femenino - Cuarta ronda                   | Cori Gauff [4]                            | Magdalena Fręch                                   | 6-1, 6-2                             |
| Individual masculino - Cuarta ronda                  | Novak Djokovic [1]                        | Adrian Mannarino [20]                             | 6-0, 6-0, 6-3                        |
| Dobles mixto - Primera ronda                         | Ena Shibahara Joran Vliegen               | Bethanie Mattek-Sands [Alt] Marcelo Arévalo [Alt] | 6-3, 7-6(7-0)                        |
| Individual masculino - Cuarta ronda                  | Andrey Rublev [5]                         | Álex de Miñaur [10]                               | 6-4, 6-7(5-7), 6-7(4-7), 6-3, 6-0    |
| Partidos en la Margaret Court Arena                  |                                           |                                                   |                                      |
| Modalidad                                            | Ganadores                                 | Perdedores                                        | Resultado                            |
| Leyendas - Dobles femenino                           | Daniela Hantuchová Na Li                  | Casey Dellacqua Alicia Molik                      | 7-5, 6-1                             |
| Individual femenino - Cuarta ronda                   | Aryna Sabalenka [2]                       | Amanda Anisimova [PR]                             | 6-3, 6-2                             |
| Individual masculino - Cuarta ronda                  | Jannik Sinner [4]                         | Karen Khachanov [15]                              | 6-4, 7-5, 6-3                        |
| Dobles femenino - Tercera ronda                      | Gabriela Dabrowski [4] Erin Routliffe [4] | Guo Hanyu Xinyu Jiang                             | 4-6, 6-1, 6-3                        |
| Partidos en la John Cain Arena                       |                                           |                                                   |                                      |
| Modalidad                                            | Ganadores                                 | Perdedores                                        | Resultado                            |
| Dobles masculino - Tercera ronda                     | Máximo González [6] Andrés Molteni [6]    | Nathaniel Lammons [12] Jackson Withrow [12]       | 7-6(7-5), 3-6, 7-6(10-5)             |
| Individual masculino - Cuarta ronda                  | Taylor Fritz [12]                         | Stefanos Tsitsipas [7]                            | 7-6(7-3), 5-7, 6-3, 6-3              |
| Individual femenino - Cuarta ronda                   | Barbora Krejčíková [9]                    | Mirra Andreeva                                    | 4-6, 6-3, 6-2                        |
| Dobles femenino - Tercera ronda                      | Caroline Garcia Kristina Mladenovic       | Tamara Korpatsch [Alt] Elixane Lechemia [Alt]     | 3-6, 7-5, 6-0                        |
| Fondo de color indica un partido de la rama femenina |                                           |                                                   |                                      |

### Día 9 (22 de enero)
- Cabezas de serie eliminados:
  - Individual masculino:  Cameron Norrie [19]
  - Individual femenino:  Victoria Azarenka [18],  Elina Svitolina [19],  Jasmine Paolini [26]
  - Dobles masculino:  Marcel Granollers /  Horacio Zeballos [4],  Santiago González /  Neal Skupski [5],  Lloyd Glasspool /  Jean-Julien Rojer [11],  Wesley Koolhof /  Nikola Mektić [14]
  - Dobles femenino:  Desirae Krawczyk /  Ena Shibahara [6],  Beatriz Haddad Maia /  Taylor Townsend [8]
  - Dobles mixto:  Storm Hunter /  Matthew Ebden [1],  Ellen Perez /  Jean-Julien Rojer [8]
- Orden de juego

| Partidos en los estadios principales                 | Partidos en los estadios principales | Partidos en los estadios principales   | Partidos en los estadios principales |
| Partidos en la Rod Laver Arena                       | Partidos en la Rod Laver Arena       | Partidos en la Rod Laver Arena         | Partidos en la Rod Laver Arena       |
| Modalidad                                            | Ganadores                            | Perdedores                             | Resultado                            |
| ---------------------------------------------------- | ------------------------------------ | -------------------------------------- | ------------------------------------ |
| Individual femenino - Cuarta ronda                   | Dayana Yastremska [Q]                | Victoria Azarenka [18]                 | 7-6(8-6), 6-4                        |
| Individual masculino - Cuarta ronda                  | Daniil Medvédev [3]                  | Nuno Borges                            | 6-3, 7-6(7-4), 5-7, 6-1              |
| Individual masculino - Cuarta ronda                  | Carlos Alcaraz [2]                   | Miomir Kecmanović                      | 6-4, 6-4, 6-0                        |
| Individual femenino - Cuarta ronda                   | Qinwen Zheng [12]                    | Océane Dodin                           | 6-0, 6-3                             |
| Partidos en la Margaret Court Arena                  |                                      |                                        |                                      |
| Modalidad                                            | Ganadores                            | Perdedores                             | Resultado                            |
| Leyendas - Dobles mixto                              | Daniela Hantuchová Tommy Haas        | Na Li Thomas Johansson                 | 6-4, 6-4                             |
| Individual femenino - Cuarta ronda                   | Linda Nosková                        | Elina Svitolina [19]                   | 3-0, ret.                            |
| Individual masculino - Cuarta ronda                  | Alexander Zverev [6]                 | Cameron Norrie [19]                    | 7-5, 3-6, 6-3, 4-6, 7-6(10-3)        |
| Partidos en la John Cain Arena                       |                                      |                                        |                                      |
| Modalidad                                            | Ganadores                            | Perdedores                             | Resultado                            |
| Leyendas - Dobles mixto                              | Andrea Petković Robert Lindstedt     | Iva Majoli Radek Štěpánek              | 6-3, 6-4                             |
| Dobles masculino - Tercera ronda                     | Ariel Behar Adam Pavlásek            | Santiago González [5] Neal Skupski [5] | 3-6, 7-6(7-1), 6-4                   |
| Individual masculino - Cuarta ronda                  | Hubert Hurkacz [9]                   | Arthur Cazaux [WC]                     | 7-6(8-6), 7-6(7-3), 6-4              |
| Individual femenino - Cuarta ronda                   | Anna Kalinskaya                      | Jasmine Paolini [26]                   | 6-4, 6-2                             |
| Fondo de color indica un partido de la rama femenina |                                      |                                        |                                      |

### Día 10 (23 de enero)
- Cabezas de serie eliminados:
  - Individual masculino:  Andrey Rublev [5],  Taylor Fritz [12]
  - Individual femenino:  Barbora Krejčíková [9]
  - Dobles mixto:  Laura Siegemund /  Sander Gillé [5],  Gabriela Dabrowski /  Nathaniel Lammons [6],  Nicole Melichar /  Kevin Krawietz [7]
- Orden de juego

| Partidos en los estadios principales                 | Partidos en los estadios principales         | Partidos en los estadios principales     | Partidos en los estadios principales |
| Partidos en la Rod Laver Arena                       | Partidos en la Rod Laver Arena               | Partidos en la Rod Laver Arena           | Partidos en la Rod Laver Arena       |
| Modalidad                                            | Ganadores                                    | Perdedores                               | Resultado                            |
| ---------------------------------------------------- | -------------------------------------------- | ---------------------------------------- | ------------------------------------ |
| Leyendas - Dobles masculino                          | Marcos Baghdatis Mark Philippoussis          | Thomas Johansson Robert Lindstedt        | 6-2, 6-3                             |
| Individual femenino - Cuartos de final               | Cori Gauff [4]                               | Marta Kostyuk                            | 7-6(8-6), 6-7(3-7), 6-2              |
| Individual masculino - Cuartos de final              | Novak Djokovic [1]                           | Taylor Fritz [12]                        | 7-6(7-3), 4-6, 6-2, 6-3              |
| Individual femenino - Cuartos de final               | Aryna Sabalenka [2]                          | Barbora Krejčíková [9]                   | 6-2, 6-3                             |
| Individual masculino - Cuartos de final              | Jannik Sinner [4]                            | Andrey Rublev [5]                        | 6-4, 7-6(7-5), 6-3                   |
| Partidos en la Margaret Court Arena                  |                                              |                                          |                                      |
| Modalidad                                            | Ganadores                                    | Perdedores                               | Resultado                            |
| Dobles masculino - Cuartos de final                  | Tomáš Macháč Zhizhen Zhang                   | Ariel Behar Adam Pavlásek                | 6-3, 6-1                             |
| Dobles femenino - Cuartos de final                   | Gabriela Dabrowski [4] Erin Routliffe [4]    | Cristina Bucșa Aleksandra Panova         | 7-5, 6-2                             |
| Dobles mixto - Cuartos de final                      | Su-Wei Hsieh [3] Jan Zieliński [3]           | Nicole Melichar [7] Kevin Krawietz [7]   | 6-2, 6-3                             |
| Partidos en la John Cain Arena                       |                                              |                                          |                                      |
| Modalidad                                            | Ganadores                                    | Perdedores                               | Resultado                            |
| Leyendas - Dobles femenino                           | Casey Dellacqua Alicia Molik                 | Iva Majoli Andrea Petković               | 6-4, 6-2                             |
| Dobles femenino - Cuartos de final                   | Lyudmyla Kichenok [11] Jeļena Ostapenko [11] | Caroline Garcia Kristina Mladenovic      | 7-6(7-2), 6-4                        |
| Dobles mixto - Cuartos de final                      | Desirae Krawczyk [2] Neal Skupski [2]        | Heather Watson [Alt] Joe Salisbury [Alt] | 6-1, 6-4                             |
| Dobles mixto - Cuartos de final                      | Jaimee Fourlis [WC] Andrew Harris [WC]       | Laura Siegemund [5] Sander Gillé [5]     | 7-5, 7-5                             |
| Fondo de color indica un partido de la rama femenina |                                              |                                          |                                      |

### Día 11 (24 de enero)
- Cabezas de serie eliminados:
  - Individual masculino:  Carlos Alcaraz [2],  Hubert Hurkacz [9]
  - Dobles masculino:  Máximo González /  Andrés Molteni [6],  Hugo Nys /  Jan Zieliński [7],  Kevin Krawietz /  Tim Puetz [8]
  - Dobles femenino:  Barbora Krejčíková /  Laura Siegemund [5],  Demi Schuurs /  Luisa Stefani [9]
- Orden de juego

| Partidos en los estadios principales                 | Partidos en los estadios principales    | Partidos en los estadios principales       | Partidos en los estadios principales |
| Partidos en la Rod Laver Arena                       | Partidos en la Rod Laver Arena          | Partidos en la Rod Laver Arena             | Partidos en la Rod Laver Arena       |
| Modalidad                                            | Ganadores                               | Perdedores                                 | Resultado                            |
| ---------------------------------------------------- | --------------------------------------- | ------------------------------------------ | ------------------------------------ |
| Individual femenino - Cuartos de final               | Dayana Yastremska [Q]                   | Linda Nosková                              | 6-3, 6-4                             |
| Individual masculino - Cuartos de final              | Daniil Medvédev [3]                     | Hubert Hurkacz [9]                         | 7-6(7-4), 2-6, 6-3, 5-7, 6-4         |
| Individual femenino - Cuartos de final               | Qinwen Zheng [12]                       | Anna Kalinskaya                            | 6-7(4-7), 6-3, 6-1                   |
| Individual masculino - Cuartos de final              | Alexander Zverev [6]                    | Carlos Alcaraz [2]                         | 6-1, 6-3, 6-7(2-7), 6-4              |
| Partidos en la Margaret Court Arena                  |                                         |                                            |                                      |
| Modalidad                                            | Ganadores                               | Perdedores                                 | Resultado                            |
| Dobles masculino - Cuartos de final                  | Rohan Bopanna [2] Matthew Ebden [2]     | Máximo González [6] Andrés Molteni [6]     | 6-4, 7-6(7-5)                        |
| Dobles masculino - Cuartos de final                  | Yannick Hanfmann Dominik Koepfer        | Hugo Nys [7] Jan Zieliński [7]             | 6-4, 7-6(7-3)                        |
| Dobles femenino - Cuartos de final                   | Storm Hunter [3] Kateřina Siniaková [3] | Barbora Krejčíková [5] Laura Siegemund [5] | 4-6, 7-5, 6-4                        |
| Dobles mixto - Semifinales                           | Desirae Krawczyk [2] Neal Skupski [2]   | Olivia Gadecki [WC] Marc Polmans [WC]      | 6-4, 6-1                             |
| Fondo de color indica un partido de la rama femenina |                                         |                                            |                                      |

### Día 12 (25 de enero)
- Cabezas de serie eliminados:
  - Individual femenino:  Cori Gauff [4]
  - Dobles femenino:  Storm Hunter /  Kateřina Siniaková [3]
- Orden de juego

| Partidos en los estadios principales                 | Partidos en los estadios principales | Partidos en los estadios principales | Partidos en los estadios principales |
| Partidos en la Rod Laver Arena                       | Partidos en la Rod Laver Arena       | Partidos en la Rod Laver Arena       | Partidos en la Rod Laver Arena       |
| Modalidad                                            | Ganadores                            | Perdedores                           | Resultado                            |
| ---------------------------------------------------- | ------------------------------------ | ------------------------------------ | ------------------------------------ |
| Leyendas - Dobles femenino                           | Daniela Hantuchová Na Li             | Iva Majoli Andrea Petković           | 6-1, 6-2                             |
| Dobles masculino - Semifinales                       | Rohan Bopanna [2] Matthew Ebden [2]  | Tomáš Macháč Zhizhen Zhang           | 6-3, 3-6, 7-6(10-7)                  |
| Dobles masculino - Semifinales                       | Simone Bolelli Andrea Vavassori      | Yannick Hanfmann Dominik Koepfer     | 6-3, 3-6, 7-6(10-5)                  |
| Individual femenino - Semifinales                    | Aryna Sabalenka [2]                  | Cori Gauff [4]                       | 7-6(7-2), 6-4                        |
| Individual femenino - Semifinales                    | Qinwen Zheng [12]                    | Dayana Yastremska [Q]                | 6-4, 6-4                             |
| Fondo de color indica un partido de la rama femenina |                                      |                                      |                                      |

### Día 13 (26 de enero)
- Cabezas de serie eliminados:
  - Individual masculino:  Novak Djokovic [1],  Alexander Zverev [6]
  - Dobles femenino:  Gabriela Dabrowski /  Erin Routliffe [4]
  - Dobles mxito:  Desirae Krawczyk /  Neal Skupski [2]
- Orden de juego

| Partidos en los estadios principales                 | Partidos en los estadios principales | Partidos en los estadios principales  | Partidos en los estadios principales |
| Partidos en la Rod Laver Arena                       | Partidos en la Rod Laver Arena       | Partidos en la Rod Laver Arena        | Partidos en la Rod Laver Arena       |
| Modalidad                                            | Ganadores                            | Perdedores                            | Resultado                            |
| ---------------------------------------------------- | ------------------------------------ | ------------------------------------- | ------------------------------------ |
| Dobles mixto - Final                                 | Su-Wei Hsieh [3] Jan Zieliński [3]   | Desirae Krawczyk [2] Neal Skupski [2] | 6-7(5-7), 6-4, [11-9]                |
| Individual masculino - Semifinales                   | Jannik Sinner [4]                    | Novak Djokovic [1]                    | 6-1, 6-2, 6-7(6-8) y 6-3             |
| Individual masculino - Semifinales                   | Daniil Medvédev [3]                  | Alexander Zverev [6]                  | 5-7, 3-6, 7-6(7-4), 7-6(7-5), 6-3    |
| Fondo de color indica un partido de la rama femenina |                                      |                                       |                                      |

### Día 14 (27 de enero)
- Cabezas de serie eliminados:
  - Individual femenino:  Qinwen Zheng [12]
- Orden de juego

| Partidos en los estadios principales                 | Partidos en los estadios principales | Partidos en los estadios principales | Partidos en los estadios principales |
| Partidos en la Rod Laver Arena                       | Partidos en la Rod Laver Arena       | Partidos en la Rod Laver Arena       | Partidos en la Rod Laver Arena       |
| Modalidad                                            | Ganadores                            | Perdedores                           | Resultado                            |
| ---------------------------------------------------- | ------------------------------------ | ------------------------------------ | ------------------------------------ |
| Individual femenino - Final                          | Aryna Sabalenka [2]                  | Qinwen Zheng [12]                    | 6-3, 6-2                             |
| Dobles masculino - Final                             | Rohan Bopanna [2] Matthew Ebden [2]  | Simone Bolelli Andrea Vavassori      | 7-6(7-0), 7-5                        |
| Fondo de color indica un partido de la rama femenina |                                      |                                      |                                      |

### Día 15 (28 de enero)
- Cabezas de serie eliminados:
  - Individual masculino:  Daniil Medvédev [3]
  - Dobles femenino:  Lyudmyla Kichenok /  Jeļena Ostapenko [11]
- Orden de juego

| Partidos en los estadios principales                 | Partidos en los estadios principales | Partidos en los estadios principales         | Partidos en los estadios principales |
| Partidos en la Rod Laver Arena                       | Partidos en la Rod Laver Arena       | Partidos en la Rod Laver Arena               | Partidos en la Rod Laver Arena       |
| Modalidad                                            | Ganadores                            | Perdedores                                   | Resultado                            |
| ---------------------------------------------------- | ------------------------------------ | -------------------------------------------- | ------------------------------------ |
| Dobles femenino - Final                              | Su-Wei Hsieh [2] Elise Mertens [2]   | Lyudmyla Kichenok [11] Jeļena Ostapenko [11] | 6-1, 7-5                             |
| Individual masculino - Final                         | Jannik Sinner [4]                    | Daniil Medvédev [3]                          | 3-6, 3-6, 6-4, 6-4, 6-3              |
| Fondo de color indica un partido de la rama femenina |                                      |                                              |                                      |

## Cabezas de serie
Los siguientes son los jugadores cabezas de serie. Los cabezas de serie reales se basarán en las clasificaciones de la ATP y WTA a partir del 1 de enero de 2024. La clasificación y los puntos corresponden al 8 de enero de 2024. 

### Individual masculino
| N° | Clasif | Jugador                 | Puntos | Puntos por defender | Puntos ganados | Nuevos puntos | Ronda hasta la que avanzó en el torneo             |
| -- | ------ | ----------------------- | ------ | ------------------- | -------------- | ------------- | -------------------------------------------------- |
| 1  | 1      | Novak Djokovic          | 11 055 | 2000                | 800            | 9855          | Semifinales, perdió ante Jannik Sinner [4]         |
| 2  | 2      | Carlos Alcaraz          | 8855   | 0                   | 400            | 9255          | Cuartos de final, perdió ante Alexander Zverev [6] |
| 3  | 3      | Daniil Medvédev         | 7555   | 90                  | 1300           | 8765          | Final, perdió ante Jannik Sinner [4]               |
| 4  | 4      | Jannik Sinner           | 6490   | 180                 | 2000           | 8310          | Campeón, venció a Daniil Medvédev [3]              |
| 5  | 5      | Andrey Rublev           | 5010   | 360                 | 400            | 5050          | Cuartos de final, perdió ante Jannik Sinner [4]    |
| 6  | 6      | Alexander Zverev        | 4275   | 45                  | 800            | 5030          | Semifinales, perdió ante Daniil Medvédev [3]       |
| 7  | 7      | Stefanos Tsitsipas      | 4025   | 1200                | 200            | 3025          | Cuarta ronda, perdió ante Taylor Fritz [12]        |
| 8  | 8      | Holger Rune             | 3815   | 180                 | 50             | 3685          | Segunda ronda, perdió ante Arthur Cazaux [WC]      |
| 9  | 9      | Hubert Hurkacz          | 3320   | 180                 | 400            | 3540          | Cuartos de final, perdió ante Daniil Medvédev [3]  |
| 10 | 10     | Álex de Miñaur          | 2950   | 180                 | 200            | 2970          | Cuarta ronda, perdió ante Andrey Rublev [5]        |
| 11 | 11     | Casper Ruud             | 2910   | 45                  | 100            | 2965          | Tercera ronda, perdió ante Cameron Norrie [19]     |
| 12 | 12     | Taylor Fritz            | 2840   | 45                  | 400            | 3195          | Cuartos de final, perdió ante Novak Djokovic [1]   |
| 13 | 13     | Grigor Dimitrov         | 2775   | 90                  | 100            | 2785          | Tercera ronda, perdió ante Nuno Borges             |
| 14 | 14     | Tommy Paul              | 2670   | 720                 | 100            | 2050          | Tercera ronda, perdió ante Miomir Kecmanović       |
| 15 | 15     | Karen Khachanov         | 2430   | 720                 | 200            | 1910          | Cuarta ronda, perdió ante Jannik Sinner [4]        |
| 16 | 16     | Ben Shelton             | 2225   | 360                 | 100            | 1965          | Tercera ronda, perdió ante Adrian Mannarino [20]   |
| 17 | 17     | Frances Tiafoe          | 2100   | 90                  | 50             | 2060          | Segunda ronda, perdió ante Tomáš Macháč            |
| 18 | 18     | Nicolás Jarry           | 1870   | 70                  | 10             | 1810          | Primera ronda, perdió ante Flavio Cobolli [Q]      |
| 19 | 22     | Cameron Norrie          | 1710   | 90                  | 200            | 1820          | Cuarta ronda, perdió ante Alexander Zverev [6]     |
| 20 | 19     | Adrian Mannarino        | 1765   | 45                  | 200            | 1920          | Cuarta ronda, perdió ante Novak Djokovic [1]       |
| 21 | 20     | Ugo Humbert             | 1765   | 90                  | 100            | 1775          | Tercera ronda, perdió ante Hubert Hurkacz [9]      |
| 22 | 21     | Francisco Cerúndolo     | 1760   | 90                  | 50             | 1720          | Segunda ronda, perdió ante Fábián Marozsán         |
| 23 | 24     | Alejandro Davidovich    | 1530   | 45                  | 50             | 1535          | Segunda ronda, perdió ante Nuno Borges             |
| 24 | 25     | Jan-Lennard Struff      | 1511   | 35                  | 50             | 1526          | Segunda ronda, perdió ante Miomir Kecmanović       |
| 25 | 28     | Lorenzo Musetti         | 1440   | 10                  | 50             | 1480          | Segunda ronda, perdió ante Luca Van Assche         |
| 26 | 29     | Sebastián Báez          | 1435   | 10                  | 100            | 1525          | Tercera ronda, perdió ante Jannik Sinner [4]       |
| 27 | 30     | Félix Auger-Aliassime   | 1425   | 180                 | 100            | 1345          | Tercera ronda, perdió ante Daniil Medvédev [3]     |
| 28 | 31     | Tallon Griekspoor       | 1410   | 90                  | 100            | 1420          | Tercera ronda, perdió ante Arthur Cazaux [WC]      |
| 29 | 26     | Sebastian Korda         | 1480   | 360                 | 100            | 1220          | Tercera ronda, perdió ante Andrey Rublev [5]       |
| 30 | 32     | Tomás Martín Etcheverry | 1375   | 45                  | 100            | 1430          | Tercera ronda, perdió ante Novak Djokovic [1]      |
| 31 | 27     | Aleksandr Búblik        | 1459   | 10                  | 10             | 1459          | Primera ronda, perdió ante Sumit Nagal [Q]         |
| 32 | 23     | Jiří Lehečka            | 1555   | 360                 | 50             | 1245          | Segunda ronda, perdió ante Alex Michelsen          |

### Individual femenino
| N° | Clasif | Jugador               | Puntos | Puntos por defender | Puntos ganados | Nuevos puntos | Ronda hasta la que avanzó en el torneo                |
| -- | ------ | --------------------- | ------ | ------------------- | -------------- | ------------- | ----------------------------------------------------- |
| 1  | 1      | Iga Świątek           | 9880   | 240                 | 130            | 9770          | Tercera ronda, perdió ante Linda Nosková              |
| 2  | 2      | Aryna Sabalenka       | 8905   | 2000                | 2000           | 8905          | Campeona, venció a Qinwen Zheng [12]                  |
| 3  | 3      | Elena Rybakina        | 6918   | 1300                | 70             | 5688          | Segunda ronda, perdió ante Anna Blinkova              |
| 4  | 4      | Cori Gauff            | 6660   | 240                 | 780            | 7200          | Semifinales, perdió ante Aryna Sabalenka [2]          |
| 5  | 5      | Jessica Pegula        | 6065   | 430                 | 70             | 5705          | Segunda ronda, perdió ante Clara Burel                |
| 6  | 6      | Ons Jabeur            | 4076   | 70                  | 70             | 4076          | Segunda ronda, perdió ante Mirra Andreeva             |
| 7  | 7      | Markéta Vondroušová   | 3966   | 130                 | 10             | 3846          | Primera ronda, perdió ante Dayana Yastremska [Q]      |
| 8  | 8      | Maria Sakkari         | 3770   | 130                 | 70             | 3710          | Segunda ronda, perdió ante Elina Avanesyan            |
| 9  | 11     | Barbora Krejčiková    | 2891   | 240                 | 430            | 3081          | Cuartos de final, perdió ante Aryna Sabalenka [2]     |
| 10 | 12     | Beatriz Haddad Maia   | 2830   | 10                  | 130            | 2950          | Tercera ronda, perdió ante Maria Timofeeva [Q]        |
| 11 | 10     | Jeļena Ostapenko      | 3328   | 430                 | 130            | 3028          | Tercera ronda, perdió ante Victoria Azarenka [18]     |
| 12 | 15     | Qinwen Zheng          | 2720   | 70                  | 1300           | 3950          | Final, perdió ante Aryna Sabalenka [2]                |
| 13 | 13     | Liudmila Samsonova    | 2760   | 70                  | 10             | 2700          | Primera ronda, perdió ante Amanda Anisimova [PR]      |
| 14 | 14     | Daria Kasatkina       | 2743   | 10                  | 70             | 2803          | Segunda ronda, perdió ante Sloane Stephens            |
| 15 | 17     | Veronika Kudermetova  | 2555   | 70                  | 10             | 2495          | Primera ronda, perdió ante Viktorija Golubic          |
| 16 | 19     | Caroline Garcia       | 2330   | 240                 | 70             | 2160          | Segunda ronda, perdió ante Magdalena Fręch            |
| 17 | 20     | Ekaterina Alexandrova | 2215   | 130                 | 10             | 2095          | Primera ronda, perdió ante Laura Siegemund            |
| 18 | 22     | Victoria Azarenka     | 2011   | 780                 | 240            | 1471          | Cuarta ronda, perdió ante Dayana Yastremska [Q]       |
| 19 | 23     | Elina Svitolina       | 1972   | 0                   | 240            | 2212          | Cuarta ronda, se retiró ante Linda Nosková            |
| 20 | 24     | Magda Linette         | 1896   | 780                 | 10             | 1126          | Primera ronda, se retiró ante Caroline Wozniacki [WC] |
| 21 | 25     | Donna Vekić           | 1865   | 430                 | 10             | 1445          | Primera ronda, perdió ante Anastasia Pavlyuchenkova   |
| 22 | 27     | Sorana Cîrstea        | 1722   | 10                  | 10             | 1722          | Primera ronda, perdió ante Wang Yafan                 |
| 23 | 29     | Anastasia Potapova    | 1694   | 70                  | 10             | 1634          | Primera ronda, perdió ante Kaja Juvan                 |
| 24 | 30     | Anhelina Kalinina     | 1600   | 130                 | 10             | 1480          | Primera ronda, perdió ante Arantxa Rus                |
| 25 | 28     | Elise Mertens         | 1713   | 130                 | 70             | 1653          | Segunda ronda, perdió ante Marta Kostyuk              |
| 26 | 31     | Jasmine Paolini       | 1530   | 10                  | 240            | 1760          | Cuarta ronda, perdió ante Anna Kalinskaya             |
| 27 | 26     | Emma Navarro          | 1730   | (57)                | 130            | 1803          | Tercera ronda, perdió ante Dayana Yastremska [Q]      |
| 28 | 33     | Lesia Tsurenko        | 1452   | 40                  | 130            | 1542          | Tercera ronda, perdió ante Aryna Sabalenka [2]        |
| 29 | 32     | Lin Zhu               | 1464   | 240                 | 10             | 1234          | Primera ronda, perdió ante Océane Dodin               |
| 30 | 36     | Xinyu Wang            | 1353   | 70                  | 10             | 1293          | Primera ronda, perdió ante Diane Parry                |
| 31 | 34     | Marie Bouzková        | 1382   | 10                  | 10             | 1382          | Primera ronda, perdió ante Linda Nosková              |
| 32 | 35     | Leylah Fernandez      | 1355   | 70                  | 70             | 1355          | Segunda ronda, perdió ante Alycia Parks               |

#### Bajas femeninas notables
| Clasif | Jugador          | Puntos | Puntos por defender | Puntos ganados | Nuevos puntos | Motivo                  |
| ------ | ---------------- | ------ | ------------------- | -------------- | ------------- | ----------------------- |
| 9      | Karolína Muchová | 3590   | 70                  | 0              | 3520          | Molestias en la muñeca. |
| 16     | Madison Keys     | 2608   | 130                 | 0              | 2478          | Lesión en el hombro.    |
| 18     | Petra Kvitová    | 2535   | 70                  | 0              | 2465          | Embarazo.               |
| 21     | Belinda Bencic   | 2077   | 240                 | 0              | 1837          | Embarazo.               |

## Cabezas de serie dobles
| Jugadores         | Jugadores              | Clasif | N.º |
| ----------------- | ---------------------- | ------ | --- |
| Ivan Dodig        | Austin Krajicek        | 3      | 1   |
| Rohan Bopanna     | Matthew Ebden          | 7      | 2   |
| Rajeev Ram        | Joe Salisbury          | 13     | 3   |
| Marcel Granollers | Horacio Zeballos       | 15     | 4   |
| Santiago González | Neal Skupski           | 20     | 5   |
| Máximo González   | Andrés Molteni         | 26     | 6   |
| Hugo Nys          | Jan Zieliński          | 37     | 7   |
| Kevin Krawietz    | Tim Puetz              | 39     | 8   |
| Jamie Murray      | Michael Venus          | 41     | 9   |
| Marcelo Arévalo   | Mate Pavić             | 45     | 10  |
| Lloyd Glasspool   | Jean-Julien Rojer      | 47     | 11  |
| Nathaniel Lammons | Jackson Withrow        | 48     | 12  |
| Nicolas Mahut     | Édouard Roger-Vasselin | 49     | 13  |
| Wesley Koolhof    | Nikola Mektić          | 51     | 14  |
| Sander Gillé      | Joran Vliegen          | 52     | 15  |
| Rinky Hijikata    | Jason Kubler           | 55     | 16  |

| Jugadoras             | Jugadoras          | Clasif | N.º |
| --------------------- | ------------------ | ------ | --- |
| Cori Gauff            | Jessica Pegula     | 6      | 1   |
| Su-Wei Hsieh          | Elise Mertens      | 8      | 2   |
| Storm Hunter          | Kateřina Siniaková | 14     | 3   |
| Gabriela Dabrowski    | Erin Routliffe     | 16     | 4   |
| Barbora Krejčiková    | Laura Siegemund    | 17     | 5   |
| Desirae Krawczyk      | Ena Shibahara      | 30     | 6   |
| Nicole Melichar       | Ellen Perez        | 32     | 7   |
| Beatriz Haddad Maia   | Taylor Townsend    | 35     | 8   |
| Demi Schuurs          | Luisa Stefani      | 37     | 9   |
| Hao-ching Chan        | Giuliana Olmos     | 44     | 10  |
| Lyudmyla Kichenok     | Jeļena Ostapenko   | 54     | 11  |
| Marie Bouzková        | Sara Sorribes      | 56     | 12  |
| Miyu Kato             | Aldila Sutjiadi    | 56     | 13  |
| Bethanie Mattek-Sands | Xinyu Wang         | 79     | 14  |
| Ingrid Martins        | Monica Niculescu   | 89     | 15  |
| Eri Hozumi            | Makoto Ninomiya    | 98     | 16  |

### Dobles mixto
| Jugadores          | Jugadores         | N.º |
| ------------------ | ----------------- | --- |
| Storm Hunter       | Matthew Ebden     | 1   |
| Desirae Krawczyk   | Neal Skupski      | 2   |
| Su-Wei Hsieh       | Jan Zieliński     | 3   |
| Hao-ching Chan     | Santiago González | 4   |
| Laura Siegemund    | Sander Gillé      | 5   |
| Gabriela Dabrowski | Nathaniel Lammons | 6   |
| Nicole Melichar    | Kevin Krawietz    | 7   |
| Ellen Perez        | Jean-Julien Rojer | 8   |

## Invitados
| - Arthur Cazaux - James Duckworth - Jason Kubler - Patrick Kypson - James McCabe - Marc Polmans - Juncheng Shang - Adam Walton | - Kimberly Birrell - Alizé Cornet - Olivia Gadecki - Mai Hontama - McCartney Kessler - Taylah Preston - Daria Saville - Caroline Wozniacki |

| - Alex Bolt / Luke Saville - Anirudh Chandrasekar / Vijay Sundar Prashanth - James Duckworth / Marc Polmans - Blake Ellis / Andrew Harris - James McCabe / Dane Sweeny - John Millman / Edward Winter - Tristan Schoolkate / Adam Walton | - Destanee Aiava / Maddison Inglis - Kimberly Birrell / Olivia Gadecki - Talia Gibson / Priscilla Hon - Kaylah McPhee / Astra Sharma - Taylah Preston / Arina Rodionova - Daria Saville / Ajla Tomljanović - Yafan Wang / Yue Yan |

### Dobles mixto
- Kimberly Birrell /  John Peers
- Jaimee Fourlis /  Andrew Harris
- Olivia Gadecki /  Marc Polmans
- Priscilla Hon /  Adam Walton
- Maya Joint /  Dane Sweeny
- Arina Rodionova /  Max Purcell
- Daria Saville /  Luke Saville
- Luisa Stefani /  Rafael Matos

## Clasificación
| 1. Dino Prižmić 2. Flavio Cobolli 3. Hugo Grenier 4. Lloyd Harris 5. Jesper de Jong 6. Vít Kopřiva 7. Aleksandar Kovacevic 8. David Goffin 9. Jakub Menšík 10. Omar Jasika 11. Lukáš Klein 12. Giulio Zeppieri 13. Dane Sweeny 14. Sumit Nagal 15. Térence Atmane 16. Máté Valkusz | 1. Dayana Yastremska 2. Renata Zarazúa 3. Katie Volynets 4. Anastasia Zakharova 5. Fiona Ferro 6. Storm Hunter 7. Léolia Jeanjean 8. Ella Seidel 9. Rebecca Marino 10. Brenda Fruhvirtová 11. Alina Korneeva 12. Yuliia Starodubtseva 13. Lulu Sun 14. Daria Snigur 15. Sára Bejlek 16. Maria Timofeeva |

## Campeones defensores
| Evento                      | Campeones de 2023                     | Campeones de 2024                 |
| --------------------------- | ------------------------------------- | --------------------------------- |
| Individual masculino        | Novak Djokovic                        | Jannik Sinner                     |
| Individual femenino         | Aryna Sabalenka                       | Aryna Sabalenka                   |
| Dobles masculino            | Rinky Hijikata Jason Kubler           | Rohan Bopanna Matthew Ebden       |
| Dobles femenino             | Barbora Krejčíková Kateřina Siniaková | Su-Wei Hsieh Elise Mertens        |
| Dobles mixto                | Luisa Stefani Rafael Matos            | Su-Wei Hsieh Jan Zieliński        |
| Individual júnior masculino | Alexander Blockx                      | Rei Sakamoto                      |
| Individual júnior femenino  | Alina Korneeva                        | Renáta Jamrichová                 |
| Dobles júnior masculino     | Learner Tien Cooper Williams          | Maxwell Exsted Cooper Woestendick |
| Dobles júnior femenino      | Renáta Jamrichová Federica Urgesi     | Tyra Caterina Grant Iva Jovic     |

## Campeones

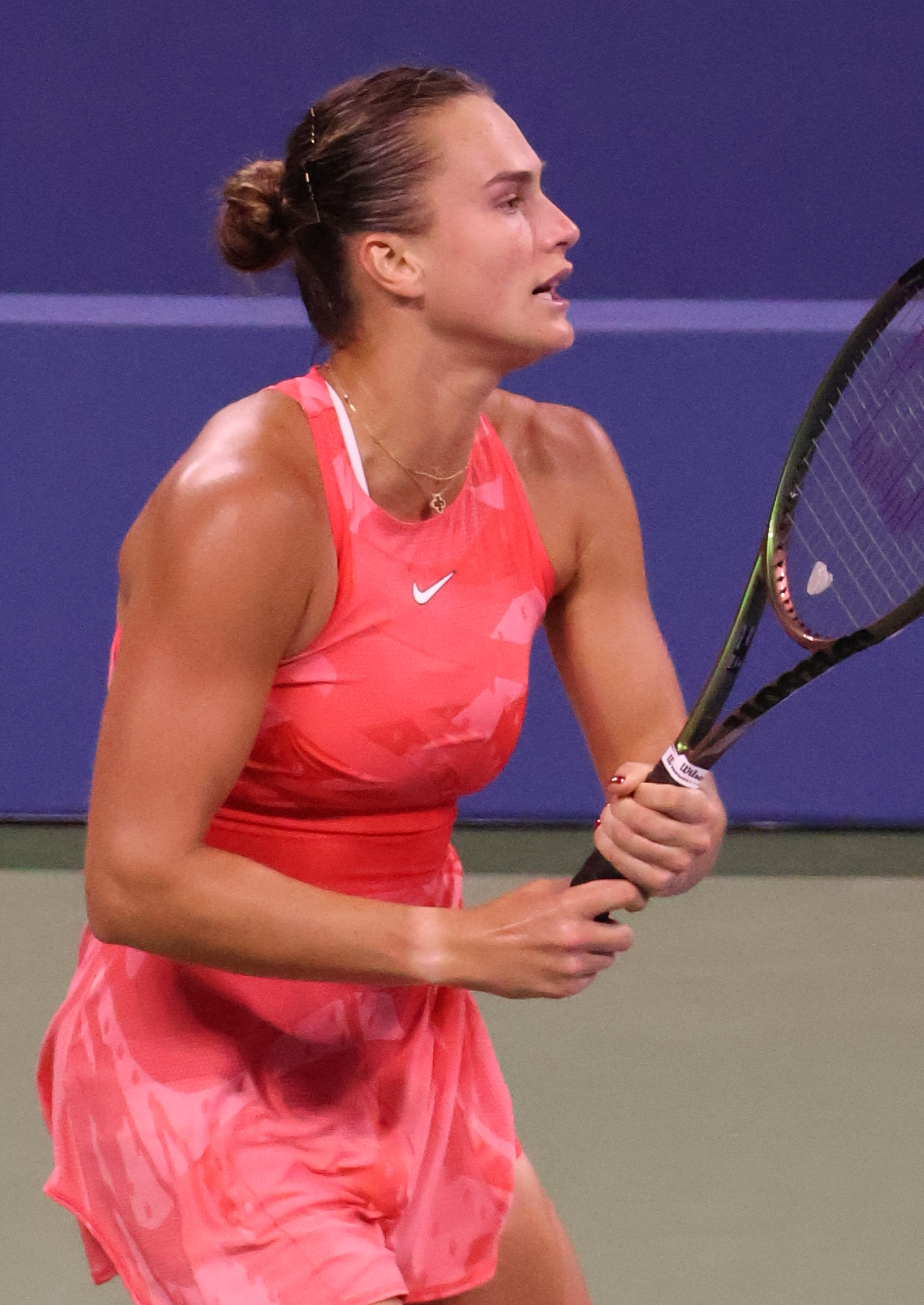
Aryna Sabalenka

### Sénior

#### Individual masculino
Jannik Sinner venció a  Daniil Medvédev por 3-6, 3-6, 6-4, 6-4, 6-3

#### Individual femenino
Aryna Sabalenka venció a  Qinwen Zheng por 6-3, 6-2

#### Dobles masculino
Rohan Bopanna /  Matthew Ebden vencieron a  Simone Bolelli /  Andrea Vavassori por 7-6(7-0), 7-5

#### Dobles femenino
Su-Wei Hsieh /  Elise Mertens vencieron a  Lyudmyla Kichenok /  Jeļena Ostapenko por 6-1, 7-5

#### Dobles mixto
Su-Wei Hsieh /  Jan Zieliński vencieron a  Desirae Krawczyk /  Neal Skupski por 6-7(5-7), 6-4, [11-9]

### Júnior

#### Individual masculino
Rei Sakamoto venció a  Jan Kumstát por 3-6, 7-6(7-2), 7-5

#### Individual femenino
Renáta Jamrichová venció a  Emerson Jones por 6-4, 6-1

#### Dobles masculino
Maxwell Exsted /  Cooper Woestendick vencieron a  Petr Brunclík /  Viktor Frydrych por 6-3, 7-5

#### Dobles femenino
Tyra Caterina Grant /  Iva Jovic vencieron a  Julie Paštiková /  Julia Stusek por 6-3, 6-1

### Tenis adaptado

#### Individual masculino
Tokito Oda venció a  Alfie Hewett por 6-2, 6-4

#### Individual femenino
Diede de Groot venció a  Yui Kamiji por 7-5, 6-4

#### Quad individual
Sam Schröder venció a  Guy Sasson por 6-3, 6-3

#### Dobles masculino
Alfie Hewett /  Gordon Reid vencieron a  Takuya Miki /  Tokito Oda por 6-3, 6-2

#### Dobles femenino
Diede de Groot /  Jiske Griffioen vencieron a  Yui Kamiji /  Kgothatso Montjane por 6-3, 7-6(7-2)

#### Quad dobles
Andy Lapthorne /  David Wagner vencieron a  Donald Ramphadi /  Guy Sasson por 6-4, 3-6, [10-2]